# Непал форева
«Непал форева» — фільм відзнятий режисером Альоною Полуніною. Фільм — учасник позаконкурсної програми міжнародного кінофестивалю Docudays UA. Показ фільму «Непал форева» став заключним у програмі DOCU/ХІТИ і відбувся 27 березня о 15:00 в Червоній залі Будинку кіно.

## Сюжет
«Непал форева» — про двох кумедних російських лєнінців, які вирушили до Непалу з метою примирення місцевих комуністичних партій. Головні герої дуже доречні в російській політиці — там потрібна саме така організація, яка пародіює справжніх комуністів. «Вождь» партії — Сергій Малінковіч — був у певний момент історії дуже близький до влади, потім здав позиції й більше не зміг піднятися. Інша справа, що в партії однаково досить високий рейтинг і вона донедавна всерйоз конкурувала з правлячою. Відповідно, це було не дуже вигідно і потрібно було кидати тінь на такий рух, який досі, незважаючи на всі історичні колапси, продовжує викликати симпатію в людей. Тоді виникає розуміння, звідки беруться такі дивні утворення на політичному тілі.
…принадність документального кіно — коли життя саме організовує додатковий смисл. Те, що герої раптом, при ввімкненій камері, дізнаються, що помер Кім Чен Ір і вирішують піти висловити співчуття в посольство Північної Кореї в Непалі — про такий епізод можна тільки мріяти.
А в Непалі, комунізм має цілком прийнятну форму, тому що маоїсти — дуже впливова партія, люди їм дуже симпатизують. Але при цьому країна розвивається за капіталістичними законами.
Поїздку до Непалу оплатив Продюсер фільму. У фільмі йдеться про те, — каже режисер, — що ми зробили їм пропозицію. Так, вони перші написали в газеті, що збираються їхати рятувати Непал від громадянської війни, але, звісно, нікуди не поїхали — це була «качка», в яку всі повірили. Та коли ми запропонували: «А давайте ви справді поїдете!» — вони відповіли: «Якщо будуть квитки, поїдемо, звісно».
Режисер запевнила, що найсмішніші моменти, які б змусили глядачів так реготати, що було б навіть незручно, не ввійшли до фільму. Це все ж не актори, вона свідомо прибирала те, що занадто. Йшлося про те, щоб зберегти ту дивовижну атмосферу абсурду, яку вона побачила в їхньому пітерському підвалі. Я туди спустилась і зрозуміла, ось воно — кіно!
Головні герої стрічку ее бачили. За словами режисера, — «Звісно, на прем'єру в Італії їх ніхто б не повіз, але на російську я їх намагалася запросити. Мені переказували, що вони в інтернеті сварилися, буцімто режисер їх не запросив — обманюють, ми листувалися. Квитки на поїзд я їм справді не купила, бо вже кілька місяців фактично безробітна, але за рахунок фестивалю переїзд організувати намагалася.
Але мені здається, що хтось із журналістів їм показав фільм. Бо судячи з того, як вони лаяли мене в інтерв'ю, фільм вони бачили. Навряд чи їм хтось так докладно переказав кадр за кадром».